# Hiroshi Jofuku
Hiroshi Jofuku (城福 浩 Jofuku Hiroshi?), född 21 mars 1961 i Tokushima prefektur, är en japansk före detta fotbollsspelare och tränare.
Jofuku började sin karriär 1983 i Fujitsu. Han avslutade karriären 1989.
Jofuku har efter den aktiva karriären verkat som tränare och har tränat J1 League-klubbar, FC Tokyo, Ventforet Kofu och Sanfrecce Hiroshima.